# Robert Richter (ämbetsman)
Christian Robert Richter, född den 14 oktober 1838 i Kristianstad, död den 25 april 1908 i Örebro, var en svensk ämbetsman.
Richter blev student vid Lunds universitet 1857 och avlade examen till rättegångsverken där 1862. Han blev vice häradshövding 1868 och länsnotarie i Örebro län 1869 samt var därjämte rådman och brottmålsnotarie i Örebro 1870–1900. Richter var landssekreterare i Örebro län 1900–1908. Han blev riddare av Vasaorden 1897. Richter vilar på Nikolai kyrkogård i Örebro.